# Ливо, Джош
Джо́шуа (Джош) Ли́во (англ. Joshua «Josh» Leivo; род. 26 мая 1993, Иннисфил, Онтарио) — канадский хоккеист, правый крайний нападающий «Трактора».

## Игровая карьера

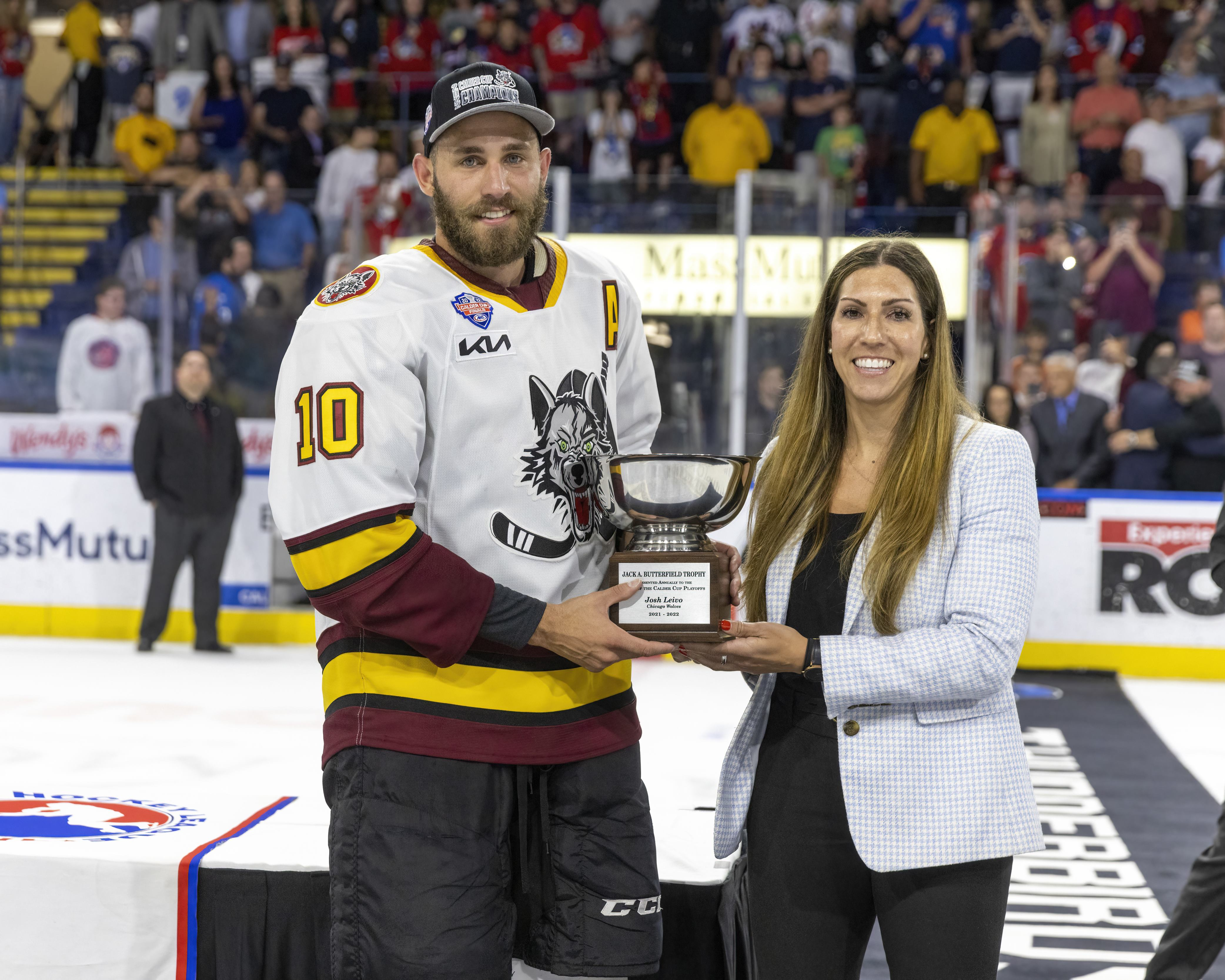
Ливо (слева) после победы в финале Кубка Колдера в 2022 году

Выступал в Хоккейной лиге Онтарио за «Садбери Вулвз» и «Китченер Рейнджерс» на протяжении трех сезонов с 2010 по 2013 год. В 2011 году на драфте НХЛ его в третьем раунде выбрал «Торонто Мейпл Лифс». Первый матч в НХЛ Ливо провел 10 октября 2013 года против «Нэшвилл Предаторз».
В сезоне 2021/22 сыграл 54 матча за фарм-клуб «Каролины Харрикейнз» «Чикаго Вулвз» и набрал 46 очков (22+24). В плей-офф АХЛ сыграл 18 матчей и набрал 29 очков (15+14). В финальной серии Кубка Колдера «Вулвз» обыграли фарм-клуб «Сент-Луис Блюз» «Спрингфилд Тандербёрдс» со счётом 4-1. Ливо был признан самым ценным игроком плей-офф АХЛ и получил «Джэк Эй Баттерфилд Трофи». После этого сезона подписал контракт с «Сент-Луис Блюз», в 51 матче сезона 2022/23 набрал за «Блюз» 16 очков (4+12).
Всего за карьеру сыграл в НХЛ 265 матчей и набрал 93 очка (42+51). В плей-офф не выступал.

### «Салават Юлаев»
15 сентября 2023 года 30-летний Ливо подписал контракт с клубом КХЛ «Салават Юлаев». В сезоне 2023/24 сыграл 40 матчей и набрал 38 очков (15+23). 28 декабря 2023 года набрал 4 очка (1+3) в игре против «Сочи» (6:4). В плей-офф набрал 9 очков (4+5) в 6 матчах (набирал как минимум очко во всех матчах серии против «Трактора», которую «Салават» уступил 2-4). В конце апреля 2024 года продлил контракт с «Салаватом» на год.
25 декабря 2024 года сделал хет-трик в ворота «Амура» (5:4 ОТ), забросив три шайбы во втором периоде. Через 5 дней сделал хет-трик в матче против «Барыса» (6:0). Всего в 10 матчах с 30 ноября по 30 декабря 2024 года забросил 14 шайб. 10 января 2025 года набрал 5 очков (2+3) в гостевом матче против «Нефтехимика» (7:4). 15 января набрал 4 очка (3+1) в домашнем матче против «Нефтехимика» (5:0). Это был третий хет-трик Ливо за 8 матчей. 20 января, забив три шайбы «Авангарду» (4:0), сделал четвёртый хет-трик за 26 дней. Ливо стал первым в истории КХЛ хоккеистом, сделавшим 4 хет-трика за один регулярный сезон. Третья шайба в этом матче стала для Ливо 50-й в 82 матчах регулярных сезонов КХЛ (в среднем 0,61 шайбы за матч). 23 января набрал 3 очка (2+1) в игре против «Сочи» (8:1). На счету Ливо стало 9 шайб в последних 4 матчах. В сезоне 2024/25 побил рекорд Сергея Мозякина по количеству забитых шайб за регулярный чемпионат КХЛ за сезон (48 шайб — рекорд Сергея Мозякина, 49 шайб — нынешний рекорд), забив гол «Барысу» а по итогам регулярного сезона 2024/25 был признан самым ценным игроком лиги c 80 очками.